# Statua equestre di Stonewall Jackson
La Statua equestre di Stonewall Jackson (Equestrian statue of Stonewall Jackson) è una statua equestre in bronzo del generale confederato Thomas Jonathan Jackson, detto "Stonewall", che un tempo si trovava nel Courthouse Historic District di Charlottesville, in Virginia, ed era stata installata nel 1921. La statua era stata scolpita da Charles Keck ed era la terza di quattro opere commissionate dai membri della Società Nazionale di Scultura dal filantropo Paul Goodloe McIntire. Era la seconda delle tre statue che McIntire donò alla città di Charlottesville, cosa che fece per un periodo di cinque anni dal 1919 al 1924. Alla cerimonia d'inaugurazione era presente Anna Jackson Preston, una discendente del generale confederato. La statua fu inserita nel National Register of Historic Places nel 1997.

## Controversia e rimozione
Nell'aprile del 2016, il consiglio cittadino di Charlottesville nominò una commissione speciale, la Blue Ribbon Commission on Race, Monuments and Public Spaces ("Commissione del Nastro blu sulla Razza, Monumenti e Spazi pubblici"), per dare consigli ai funzionari della città su come gestire meglio le questioni riguardanti le statue e i monumenti confederati a Charlottesville. Nel febbraio del 2017, come parte della rimozione dei monumenti e memoriali confederati, il consiglio cittadino di Charlottesville votò 3-2 per la rimozione della statua, assieme al monumento a Robert E. Lee; entrambe le opere furono vandalizzate nel settembre del 2019, con un "1619" scritto sulla statua di Jackson, riferendosi alla data dell'arrivo dei primi africani in Virginia. L'opera fu vandalizzata nuovamente nell'ottobre del 2019. Il 10 luglio del 2021, il consiglio cittadino rimosse le statue di Jackson e Lee. Se la statua di Lee potrebbe essere fusa per riutilizzarne il metallo, quella di Stonewall Jackson potrebbe essere trasferita in un museo di Los Angeles per una mostra nel 2023.

## Descrizione

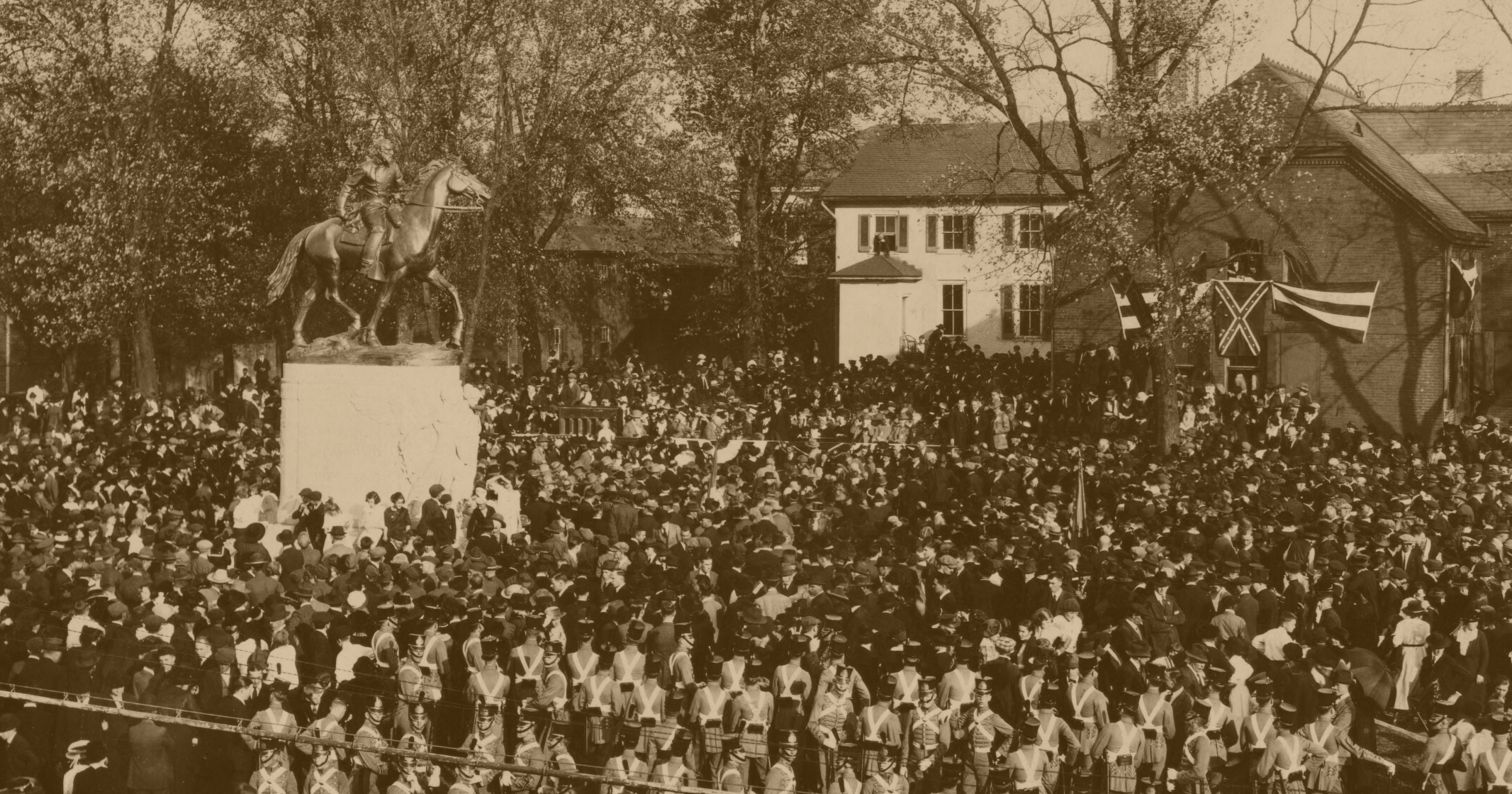
L'inaugurazione della statua in una fotografia del 1921.

La statua ritrae Thomas Jonathan Jackson a cavallo, sopra un basamento che riporta il suo nome e gli anni di nascita e di morte. Davanti si trovano due figure alate, ovvero le personificazioni del Valore e della Fede: il primo è un guerriero con la spada in mano e uno scudo con la bandiera confederata, la seconda è una donna con un lungo abito antico che unisce le mani sul petto. Le due figure sono sovrastate dalla scritta "MANASSAS", che si riferisce alle operazioni militari avvenute presso la Manassas Station durante la guerra di secessione. Nella parte posteriore, invece, si trova una corona d'alloro tra due spade e la data 1919. Ai due lati della base erano riportati il nome di Jackson, la sua data di nascita (1824) e quella di morte (1863).

## Galleria d'immagini

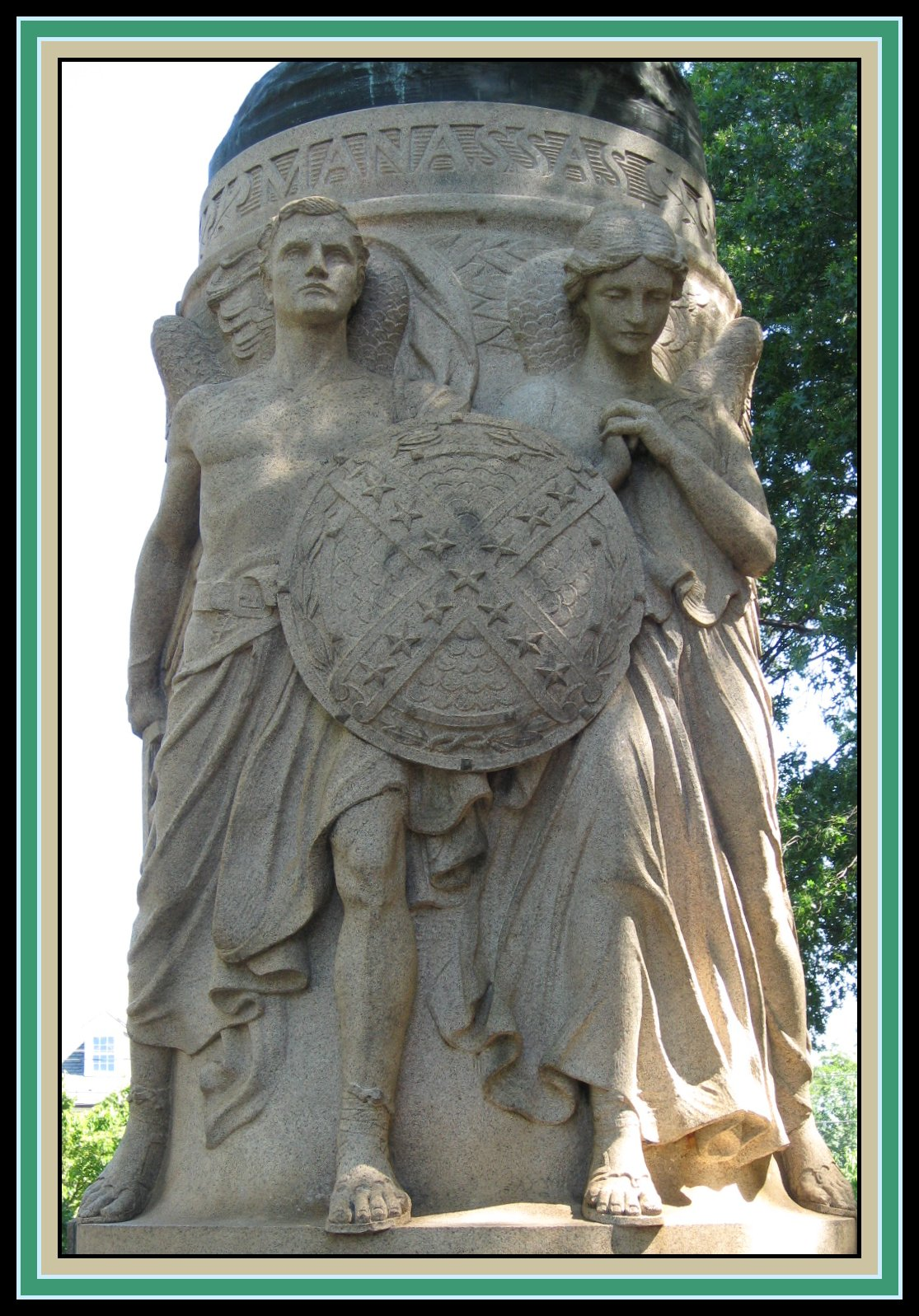
Il Valore e la Fede.
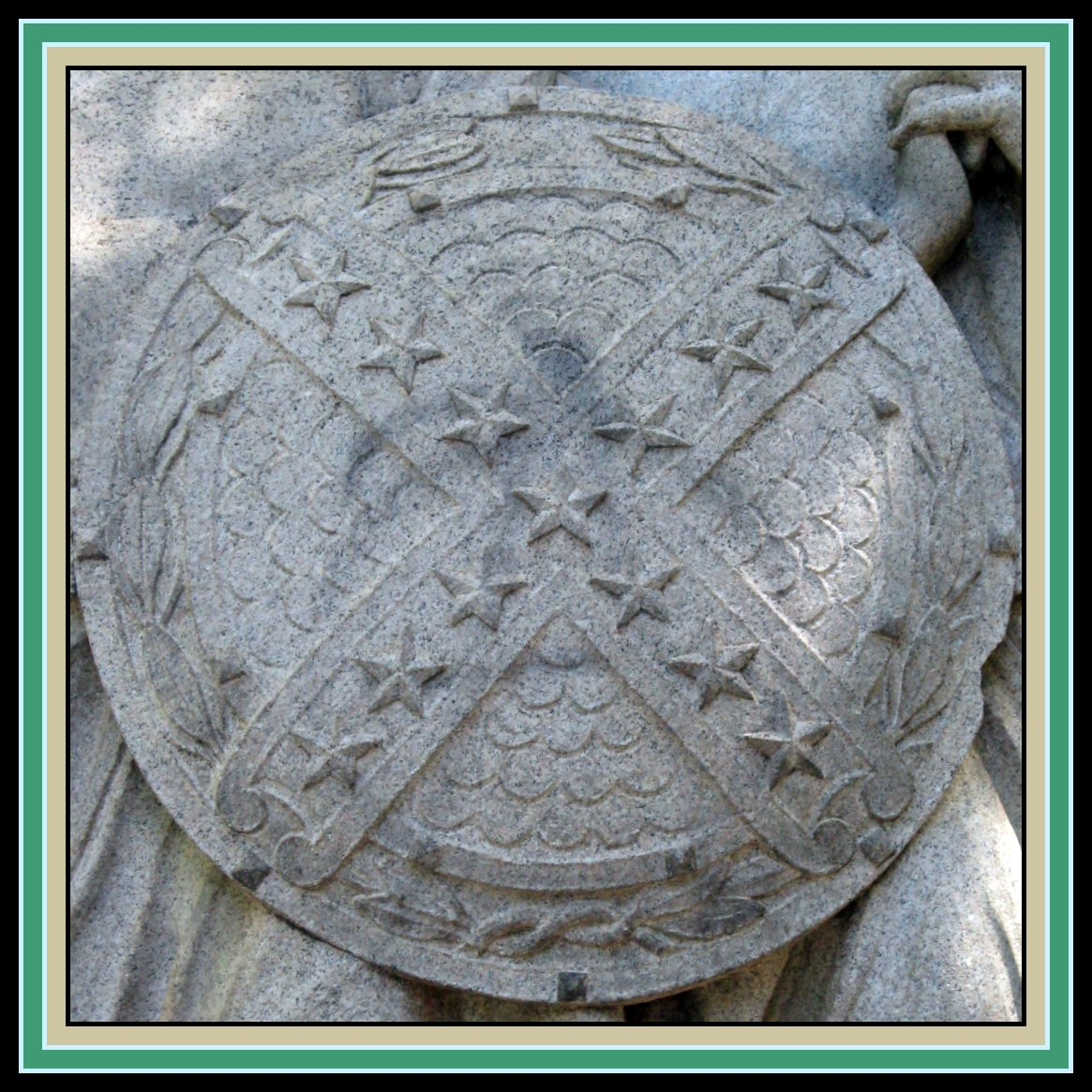
Lo scudo con la bandiera confederata.
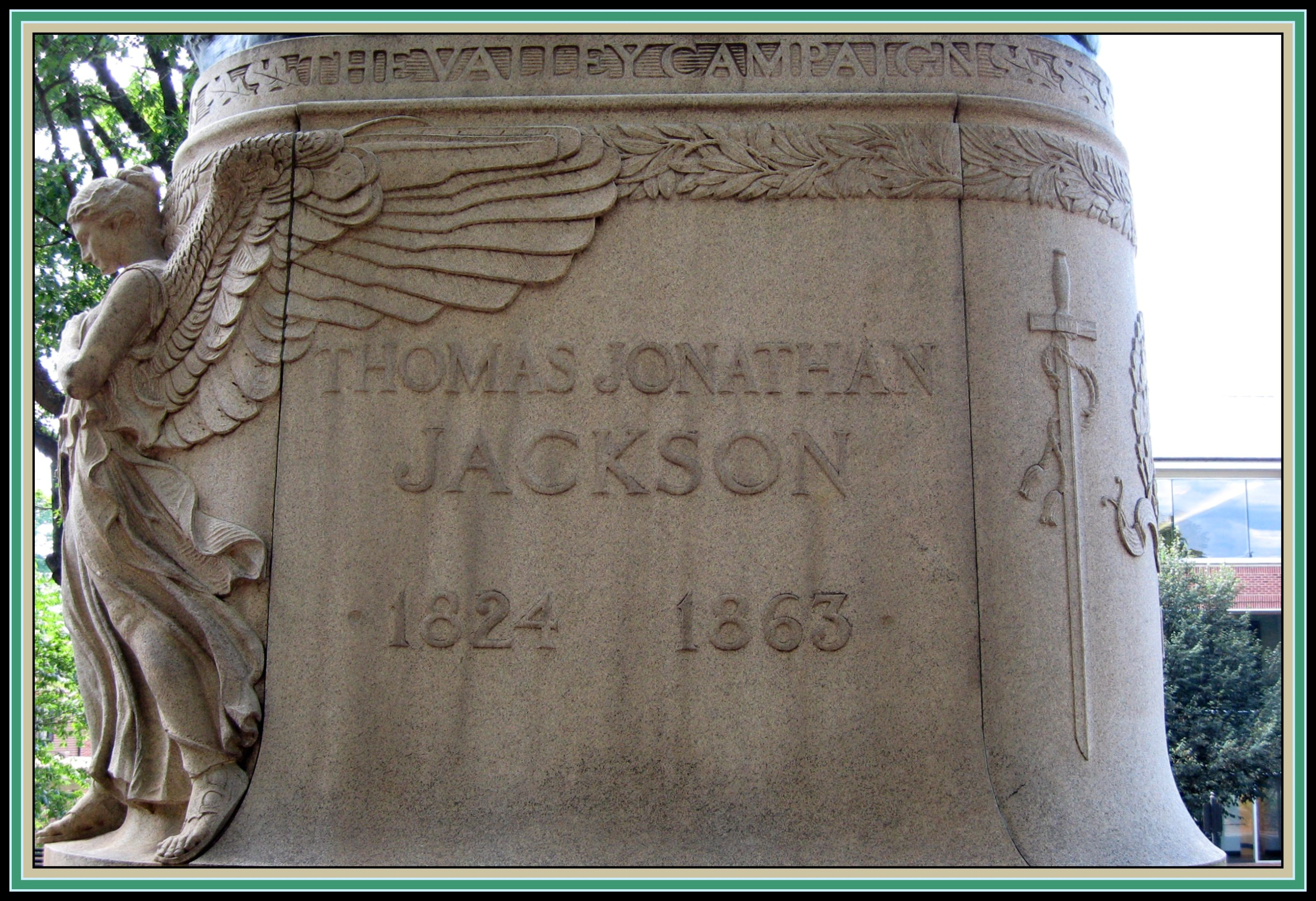
Il basamento dal lato della Fede.
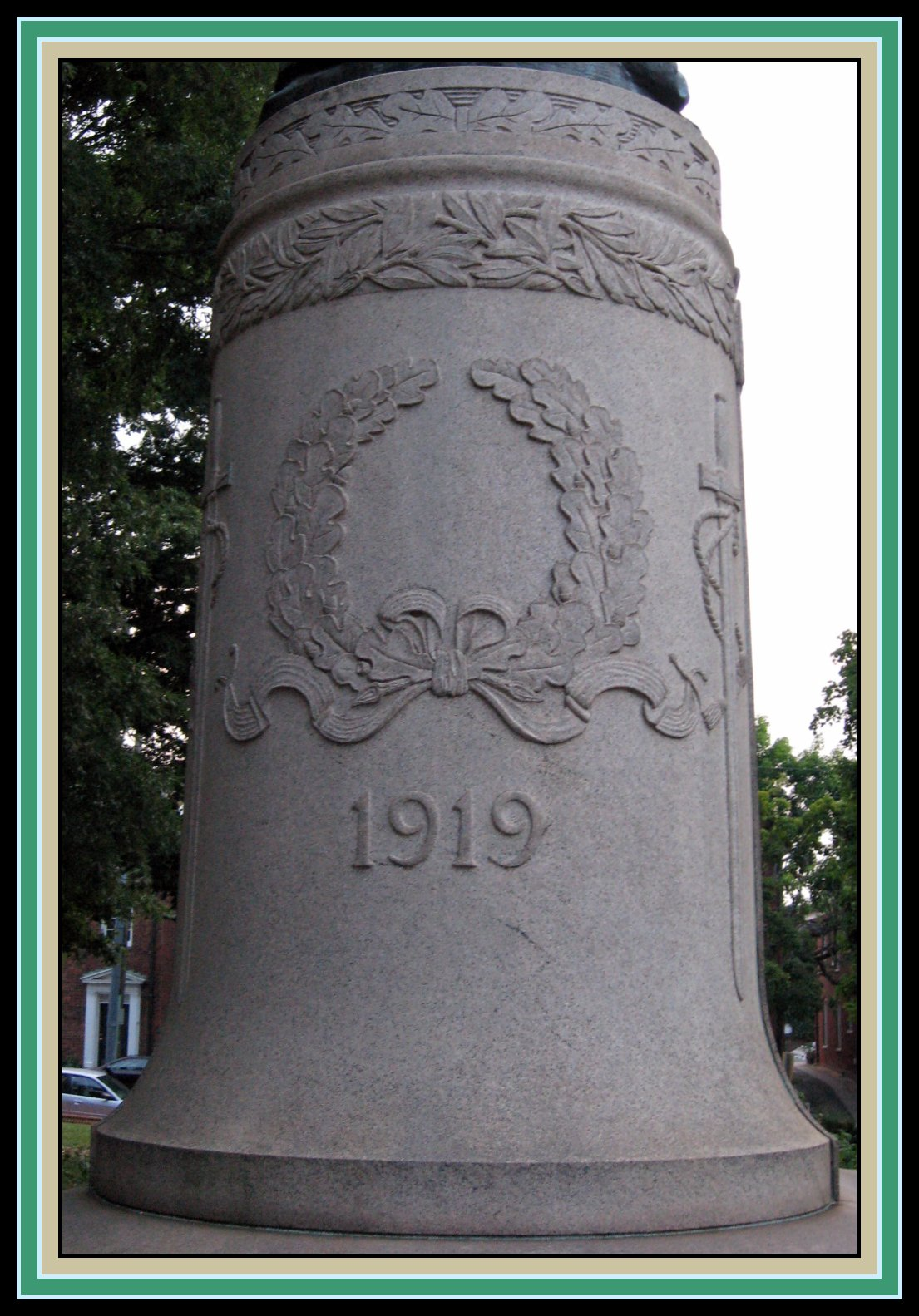
La parte posteriore del basamento.